# Lancia Dialogos
Der Lancia Dialogos ist ein Konzeptfahrzeug der Marke Lancia. Es wurde 1998 auf dem Turiner Autosalon präsentiert und kann als Vorläufer des Serienfahrzeugs Lancia Thesis gelten. Das Design verantwortete Michael Robinson; Detailarbeiten kamen von Ermanno Cressoni.

## Exterieur
Das Exterieur zeichnet sich durch eine organische geschlossene Formensprache und lange fließende Kurven aus. Als Vorbild kann im weitesten Sinne die Lancia Appia gelten, welche ebenfalls gegenläufig öffnende Türen hatte und ebenfalls ohne B-Säule auskam. Der Kühlergrill des Dialogos wurde nach und nach bei allen Modellen von Lancia eingeführt.

## Interieur

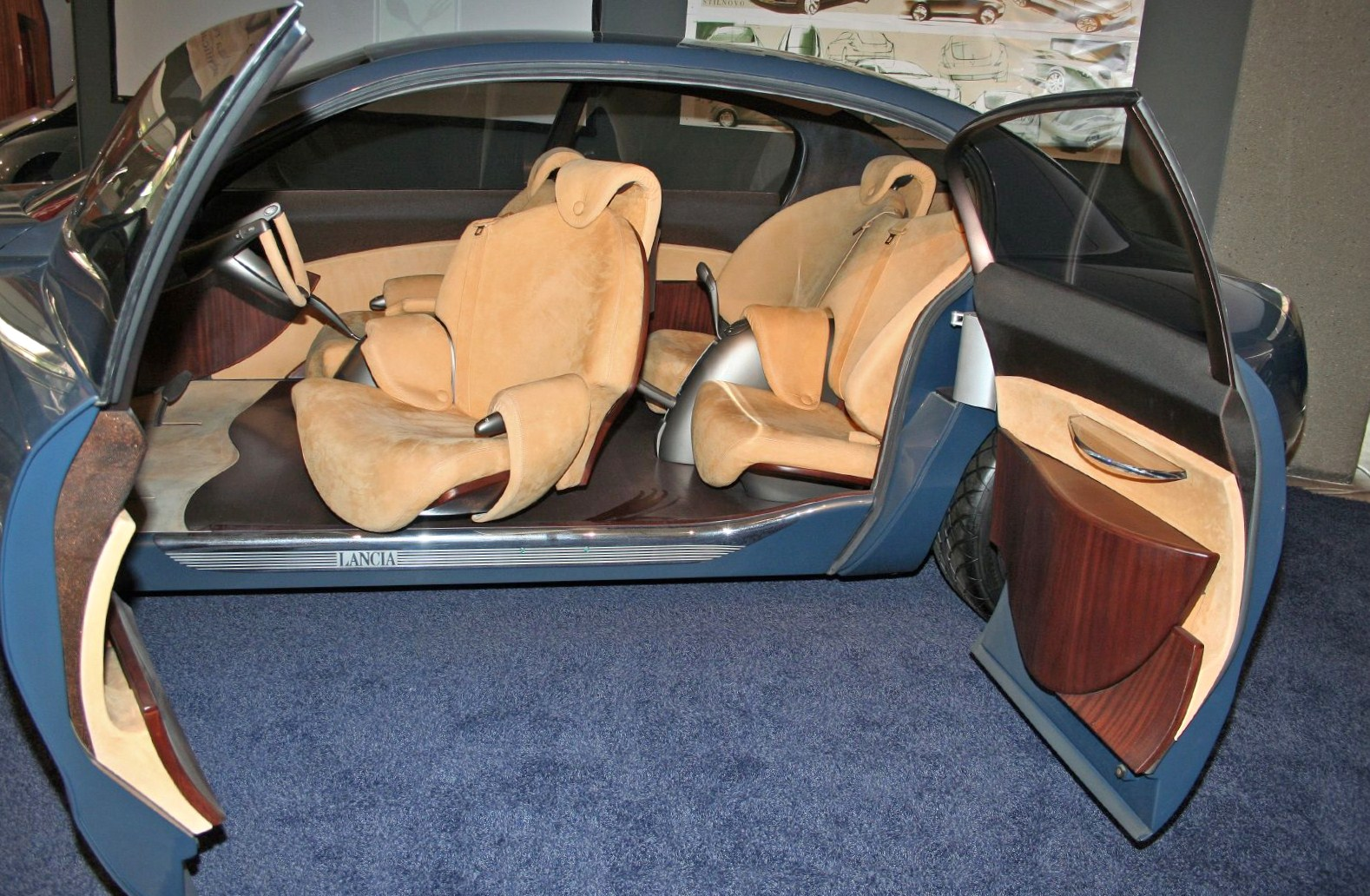
Dialogos Interieur

Die Lenkung ließ sich vom Fahrer zum Beifahrer verschieben, die Bestuhlung war in zwei Sitzreihen angeordnet, die an Objektmöbel erinnern.
Mittels eines Speicherchips erkannte die Elektronik den Fahrer und stellte dementsprechend automatisch das Auto ein. Dafür wird dann z. B. der Sitz in die richtige Position gebracht, das Fahrwerk dem Fahrstil angepasst.

## Besonderes
Das Fahrzeug wurde als Referenz für italienisches Design und italienische Automobiltechnik im italienischen Pavillon der EXPO 2000 in Hannover, neben einem Formel-1-Motor von Ferrari ausgestellt.